# Polip choanalny
Polip choanalny (polip Kiliana) (ang. antrochoanal polyp) – rodzaj polipa, który wyrasta z błony śluzowej ujścia zatoki szczękowej.
Polip choanalny ma zupełnie inny przebieg niż inne polipy jam nosa, gdyż rozrasta się na wąskiej szypule ku tyłowi jamy nosa, a następnie przechodzi przez nozdrza tylne (stąd jego nazwa) i opuszcza się w kierunku części nosowej gardła. Zwykle jest pojedynczy i jak inne polipy nosa jest wyrazem przewlekłego zapalenia zatok przynosowych. Czasami w zaawansowanych postaciach, przy badaniu szpatułką jamy ustnej i gardła, może być on widoczny w gardle, leżąc za podniebieniem miękkim i języczkiem w części ustnej gardła. Niekiedy swoimi rozmiarami może on zatkać nozdrza tylne powodując w ten sposób niedrożność nosa. Leczenie polega na usunięciu polipa wraz z szypułą oraz operacji zatoki szczękowej, z której wyrasta polip Kiliana. Polip choanalny można także usunąć na drodze endoskopowej (FESS) jednocześnie endoskopowo otwierając zatokę szczękową.